# Dissolució de la Unió Soviètica

Bandera oficial de la Unió Soviètica (1922-1991), també coneguda com URSS.

La dissolució de la Unió Soviètica o la dissolució de l'URSS (en rus: распа́д Сове́тского Сою́за, romanitzat: raspád Sovétskogo Soyúza) va ser la desintegració de les estructures polítiques federals i del govern central de la Unió de Repúbliques Socialistes Soviètiques (URSS), que va culminar amb la independència de les quinze Repúbliques de la Unió Soviètica entre l'11 de març de 1990 i el 25 de desembre de 1991. Els Acords de Belaveja (rus: Беловежские соглашения, belarús: Белавежскія пагадненні, ucraïnès: Біловезькі угоди) que declaraven la dissolució oficial de l'URSS, van posar fi a la vigència del Tractat de Creació de l'URSS i l'establiment d'estats en les antigues Repúbliques de la Unió Soviètica va ser un acord internacional firmat el 8 de desembre de 1991 pels presidents de l'RSFS de Rússia, l'RSS d'Ucraïna i l'RSS de Belarús (Borís Ieltsin, Leonid Kravtxuk i Estanislau Xuxkèvitx, respectivament) en la reserva natural del Bosc de Białowieża. La firma dels Acords va ser comunicada per telèfon al president de la Unió Soviètica Mikhaïl Gorbatxov per Estanislau Xuxkèvitx. La dissolució de l'estat socialista més gran del món també va marcar el final de la Guerra Freda.
En resum, l'any 1991, la Unió Soviètica, que era la superpotència del Bloc de l'Est, es va enderrocar econòmicament i territorial a causa de les reformes (Perestroika) dutes a terme per Mikhaïl Gorbatxov a la vista del col·lapse econòmica de la Unió Soviètica, que van consistir en passar ràpidament d'una economia planificada socialista a una economia de mercat llibre similar a la de la Xina. A aquestes reformes, s'oposava la part més conservadora del Partit Comunista. Aquest ràpid intent de transició va provocar la dissolució de tot l'entremat industrial i agrícola de la URSS, el país es va paralitzar virtualment, la inflació es va disparar i va augmentar la pobresa i les conseqüents protestes socials es van canalitzar a través del nacionalisme.
La desintegració de la Unió Soviètica està clarament relacionada amb el context sorgit de la fi de la Guerra Freda i la dissolució d'altres països del bloc de l'est, com la dissolució de Iugoslàvia i la dissolució de Txecoslovàquia. A diferència de Txecoslovàquia, no va ser una dissolució totalment pacífica. Prova d'això és l'existència, encara avui en dia, de conflictes latents, com els d'Abkhàzia, Ossètia del Sud, l'Alt Karabakh (coneguda també per l'antic nom rus de Nagorno-Karabakh), Transnístria, Txetxènia o Crimea. Però, a diferència del cas ioguslau, no va degenerar en una guerra oberta, com ho van ser les Guerres de Iugoslàvia.

## Desintegració de la Unió Soviètica
El 7 de febrer de 1990, el Comitè Central del Partit Comunista de la Unió Soviètica consentí en abandonar el seu monopoli del poder. Durant les setmanes següents, les 15 repúbliques constituents de l'URSS van celebrar les seves primeres eleccions competitives, i els reformadors i els nacionalistes ètnics van guanyar molts dels escons.
Les repúbliques constituents van començar a afirmar la seva sobirania nacional sobre Moscou i començaren una "guerra de lleis" amb el govern central, en el qual els governs de les repúbliques constituents van rebutjar una legislació unitària, on aquesta entrés en conflicte amb les lleis locals, afirmant el control de les seves economies locals i rebutjant pagar ingressos fiscals al govern central de Moscou. Aquesta lluita causà la dislocació econòmica, quan les línies de subministraments van quedar trencades i van provocar la reducció de l'economia soviètica.
Sąjūdis, el moviment pro-independencia lituà establert el 3 de juny de 1988 va fer que Gorbatxov visités Vílnius el gener de 1990, provocant una manifestació pro-independència que reuní prop de 250.000 persones. L'11 de març de 1990, Lituània, conduïda pel president del Consell Suprem, Vitautas Landsbergis, declarà la independència; però l'exèrcit soviètic suprimí el moviment amb els tancs. La Unió Soviètica inicià un bloqueig econòmic de Lituània, deixant-hi allà tropes "per assegurar els drets dels russos".

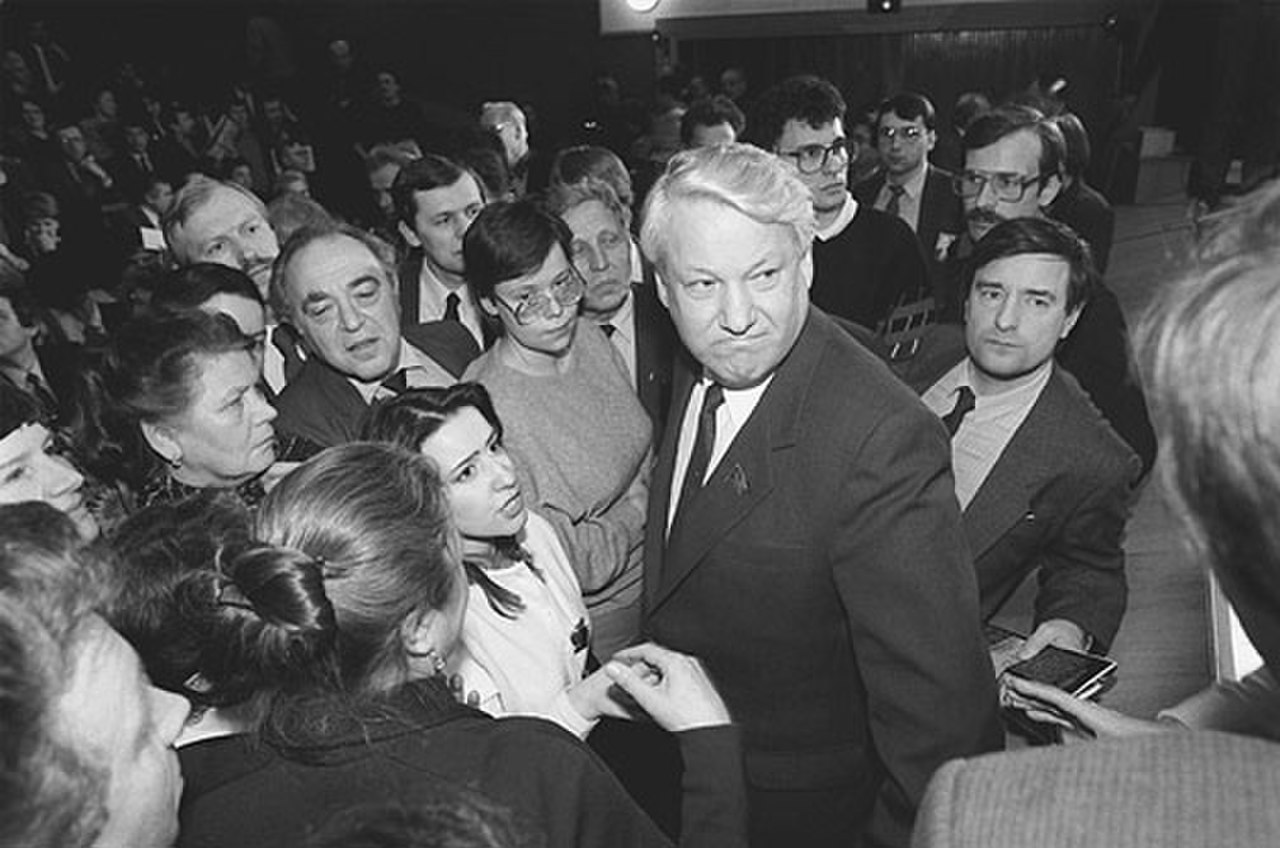
Borís Ieltsin, a una fotografia de 1989.

El 30 de març de 1990, el Consell Suprem Estoni declarà que el poder soviètic a Estònia des de 1940 havia estat il·legal, i que havia començat un procés per restablir a Estònia com a estat independent. El procés de restauració de la independència de Letònia començà el 4 de maig de 1990, amb una votació del Consell Suprem letó, que estipulà un període de transició per completar la independència. El 13 de gener de 1991, les tropes soviètiques, juntament amb Spetsnaz grup Alfa de la KGB, van assaltar la Torre de TV de Vílnius per suprimir els mitjans nacionalistes. Acabà amb 14 civils lituans desarmats morts i centenars de ferits.
El 17 de març de 1991, en un referèndum en tota la Unió, el 78% de tots els votants a favor del manteniment de la Unió Soviètica en una forma reformada. Les Repúbliques Bàltiques, Armènia, Geòrgia i Moldàvia van boicotejar el referèndum. En cadascuna de la resta de les altres nou repúbliques, una majoria dels votants recolzà la continuïtat de la Unió. Després dels resultats, Armènia indicà la seva voluntat de reincorporar-se a la discussió de la Unió.
El 12 de juny de 1991, Borís Ieltsin guanyà el 57% del vot popular a les eleccions democràtiques pel càrrec de President del Consell Suprem de la RSFS de Rússia, derrotant el candidat preferit de Gorbatxov, Nikolai Rijkov, qui obtingué el 16% dels vots. A la seva campanya electoral, Ieltsin criticà la "dictadura del centre", però no suggerí la introducció d'una economia de mercat. En canvi, va dir que ell posaria el seu cap sobre les vies del tren en cas de preus augmentats. Ieltsin prengué possessió del càrrec el 10 de juliol.
Durant la nit del 31 de juliol de 1991, l'OMON rus de Riga, l'oficina central militar al Bàltic, assaltà el post fronterer lituà a Medininkai, causant la mort de 7 militars lituans. Aquest fet afeblí encara més la posició de la Unió Soviètica, tant dins com fora de les seves fronteres.

### El Cop d'Agost
Davant del creixent separatisme de les repúbliques, Gorbatxov intentà reestructurar la Unió Soviètica en un estat menys centralitzat. El 20 d'agost de 1991, el SFSR rus va ser programat per signar un Nou Tractat d'Unió, que havia de convertir a la Unió Soviètica en una federació de repúbliques independents amb un president, política exterior i exèrcit comuns. El nou tractat va ser molt recolzat per les repúbliques asiàtiques centrals, que necessitaven el poder econòmic i els mercats comuns de la Unió Soviètica per a poder prosperar. Tanmateix, això significà la preservació del control del Partit Comunista de l'economia i la vida social. Els reformistes més radicals estaven cada cop més convençuts que es requeria una ràpida transició a una economia de mercat, encara si el resultat eventual inclogués la desintegració de l'estat soviètic. La desintegració de la Unió Soviètica també concordà amb el desig de les autoritats locals, com la presidència de Ieltsin, d'establir el poder ple sobre els seus territoris i desfer-se del penetrant control ideològic de Moscou. En contrast amb l'apropament tebi dels reformadors al nou tractat, els conservadors i els patriotes restants de la Unió Soviètica, encara fort dins del PCUS i de l'establiment militar, van estar completament oposats a quelcom que podria contribuir a l'afebliment de l'estat soviètic.
El 19 d'agost de 1991, el vicepresident de Gorbatxov, Guennadi Ianàiev, el primer ministre Valentín Pàvlov, el ministre de defensa Dmitri Iàzov, el cap del KGB Vladímir Kriutxkov, i altres funcionaris actuaren per evitar la signatura del tractat de la Unió formant el "Comitè Estatal d'Emergència". El Comitè posà a Gorbatxov (de vacances a Foros, Crimea), sota arrest domiciliari, va introduir de nou la censura política, i intentà restaurar l'estat de la unió. Els líders colpistes ràpidament van publicar un decret d'emergència que suspenia l'activitat política i prohibia la major part dels diaris.
Mentre que els organitzadors del cop esperaven una mica de suport popular a les seves accions, el sentiment públic en les grans ciutats estava majoritàriament en contra d'ells. El President de la RSFS de Rússia Borís Ieltsin va ser ràpid al condemnar el cop i obtenir el suport públic. Milers de persones a Moscou van sortir a defendre la Casa Blanca (l'oficina de Ieltsin), llavors el lloc simbòlic de la sobirania russa. Els organitzadors van intentar, deixant-ho estar finalment, detenir a Ieltsin, que reuní al voltant seu una oposició massiva al cop.
Després de 3 dies, el 21 d'agost, el cop es col·lapsà, els organitzadors van ser detinguts, i Gorbatxov va ser tornat com a president de la Unió Soviètica. No obstant això, els poders de Gorbatxov havien quedat fatalment compromesos quan ni la Unió ni les estructures de poder russes van atendre a les seves ordres.

### Conseqüències del Cop
A la tardor de 1991, el govern rus assumí el govern de la Unió, ministeri per ministeri. Al novembre, Ieltsin publicà un decret prohibint el PCUS a tota la República Russa. Com a conseqüència, molts antics apparatchiks van abandonar el Partit Comunista a favor de posicions a les noves estructures de govern.

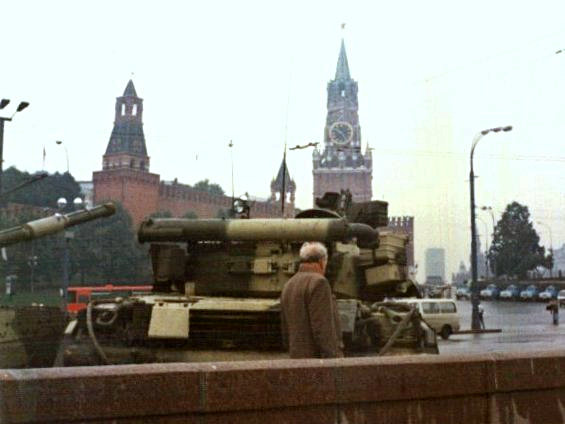
Tancs a la Plaça Roja, durant el Cop d'Agost

Després del cop, les repúbliques soviètiques acceleraren el seu procés cap a la independència, declarant la seva sobirania un darrere de l'altre. Les seves autoritats locals començaren a prendre la propietat localitzada al seu territori. El 6 de setembre de 1991, el govern soviètic reconegué la independència de les 3 Repúbliques Bàltiques, que les potències occidentals sempre van sostenir que havien de ser sobirans. A més, en plena batalla pel poder, el 18 d'octubre, Gorbatxov i els representants de 8 repúbliques (excloent Azerbaidjan, Geòrgia, Moldàvia, Ucraïna, Letònia, Lituània i Estònia) signaren un acord per la formació d'una nova comunitat econòmica. L'1 de desembre de 1991, Ucraïna reafirmà la seva independència després d'un referèndum en que el 90% dels votants optà la independència.
Mentrestant, la situació de l'economia soviètica seguí deteriorant-se. Cap a desembre de 1991, la mancança de menjar a la Rússia central causà la introducció del racionament del menjar a la regió de Moscou per primera vegada des de la Segona Guerra Mundial. No obstant això, Gorbatxov i el seu govern s'oposaren a qualsevol reforma ràpida de mercat, com el programa dels 500 dies de Iavlinski. Per trencar l'oposició de Gorbatxov, Ieltsin decidí dissoldre la Unió Soviètica d'acord amb el Tractat de la Unió de 1922 i, per tant, retirar a Gorbatxov i al seu govern del poder. Això va ser vist com una mesura forçada per salvar al país d'un col·lapse econòmic absolut, sent llavors extensament recolzat per la població russa. El pas també va ser recolzat entusiàsticament pels governs d'Ucraïna i Belarús, signataris juntament amb Rússia del Tractat de 1922.

### Formació de la CEI i final oficial de l'URSS
El 8 de desembre de 1991, els líders de les repúbliques russa, ucraïnesa i belarussa es trobaren a Belavèjskaia Puixtxa per signar els Acords de Belaveja, que declaren com a dissolta la Unió Soviètica i quedava substituïda per la Comunitat d'Estats Independents (CEI). Gorbatxov ho va descriure com un cop institucional, però ben aviat quedà clar que les reformes no podien ser aturades.
El 12 de desembre de 1991, la legislatura de la República Soviètica Russa formalment acceptà la secessió de Rússia de la Unió Soviètica, ratificant els Acords de Belaveja i denunciant el Tractat de la Creació de la Unió Soviètica de 1922. El 17 de desembre, dotze de les quinze repúbliques soviètiques signaren la Carta de l'Energia Europea a La Haia, com si fossin estats sobirans, juntament amb altres 28 països europeus, la Comunitat Europea i quatre països més no europeus.

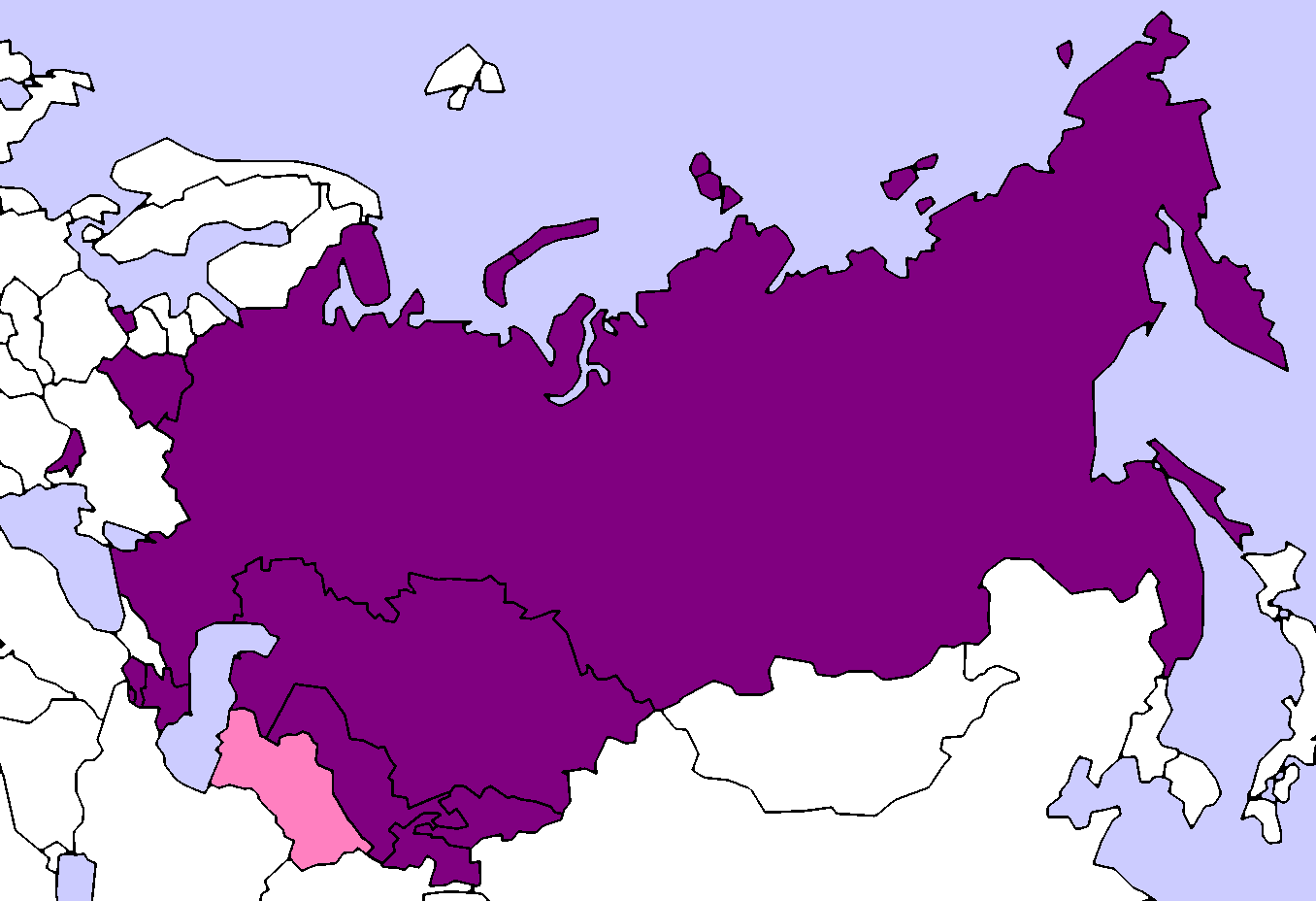
Mapa de la CEI.

Els dubtes persistiren sobre les autoritats dels Acords de Belaveja per a efectuar la dissolució de la Unió Soviètica, ja que només van ser signats per cinc de les repúbliques soviètiques. No obstant això, el 21 de desembre de 1991, els representants de totes les repúbliques soviètiques, excepte Geòrgia, signaren el Protocol d'Alma Ata, confirmant la dissolució de la Unió i també fent diverses provisions conseqüents a l'extinció de l'URSS.
També en aquella mateixa data, totes les antigues repúbliques soviètiques, llevat de les 3 Repúbliques Bàltiques, concordaren afiliar-se a la CEI. Els documents signats a Alma Ata el 21 de desembre també autoritzaren a Rússia per assumir el paper de la Unió Soviètica a l'Organització de les Nacions Unides, la qual cosa significava que Rússia prendria el seient de la Unió Soviètica al Consell de Seguretat. El 24 de desembre de 1991, l'ambaixador soviètic a l'ONU lliurà al Secretari General una carta del President de Rússia, Borís Ieltsin, informant-lo que, en virtut d'aquell acord, Rússia era el successor de l'URSS a l'ONU. Aquest document va ser posat en circulació entre els altres estats membres de les Nacions Unides, i sense que hi hagués cap objecció, va declarar-se com acceptat el 31 de desembre.
El 25 de desembre de 1991, Gorbatxov, cedint davant del que era inevitable, dimití com a President de l'URSS, declarant que la Presidència quedava extinta i traspassant tots els poders encara concedits al President de Rússia, Ieltsin. Aquella nit, la bandera de la Unió Soviètica va ser arriada per darrera vegada al Kremlin. Finalment, un dia més tard, el 26 de desembre de 1991, el Soviet Suprem reconegué l'extinció de la Unió Soviètica i es dissolgué. El 31 de desembre de 1991, totes les institucions soviètiques oficials havien cessat en les seves operacions quan les repúbliques individuals assumiren el seu paper del govern central.
La dissolució de la Unió Soviètica també deixà als Estats Units com a única superpotència al món.

## Impacte econòmic

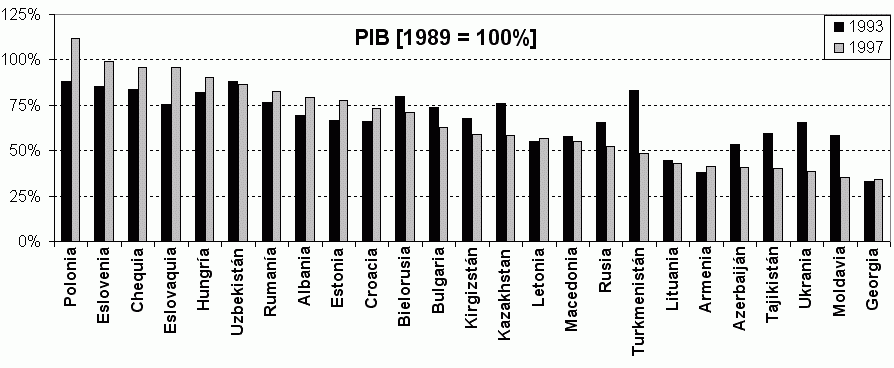
Contracció de les economies postsocialistes amb relació a 1989.

Durant la darrera part dels anys 1980, es van aguditzar certs problemes econòmics de l'URSS i en un període relativament curt, l'economia de la Unió Soviètica va patir canvis dràstics. Tant a l'URSS com en la majoria de països independents, es van instaurara polítiques de transició relativament ràpides al capitalisme. Sota aquestes polítiques, totes aquestes potències van experimentar contraccions severes en llurs economies.
Aquest col·lapse posterior a la dissolució de l'URSS ha rebut diverses interpretacions. És cert que en alguns sectors relacionats amb les tecnologies de la informació i la comunicació, fora de les aplicacions militars, estaven relativament poc desenvolupats. Això va afectar particularment en les telecomunicacions i en la gestió de la informació. Molts països van trigar pràcticament una dècada a recuperar els nivells existents en els últims anys del règim socialista.

## Llegat

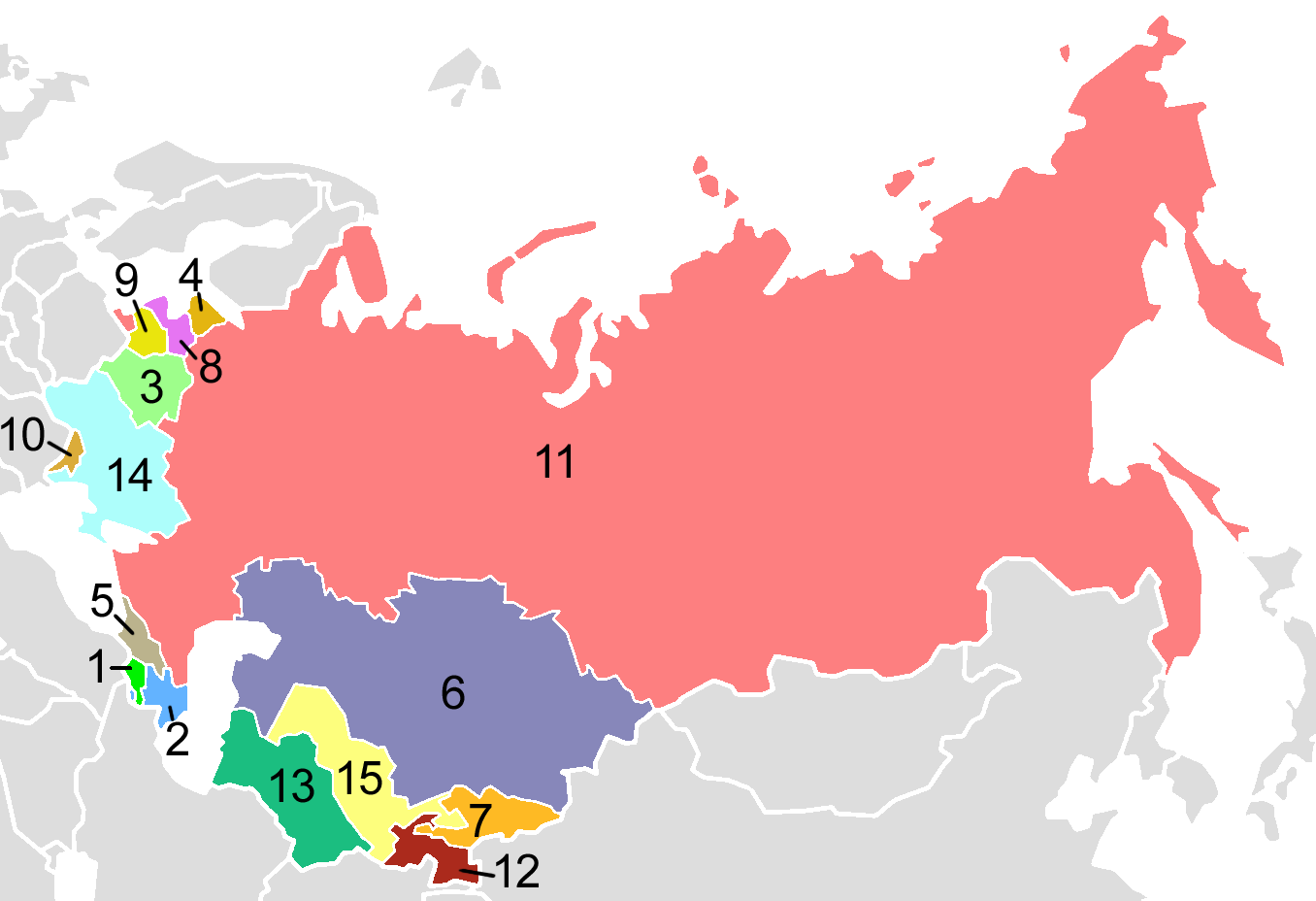
Estats postsoviètics en ordre alfabètic:
1. Armènia
2. Azerbaidjan
3. Belarús
4. Estònia
5. Geòrgia
6. Kazakhstan
7. Kirguizstan
8. Letònia
9. Lituània
10. Moldàvia
11. Rússia
12. Tadjikistan
13. Turkmenistán
14. Ucraïna
15. Uzbekistan

La dissolució de la Unió Soviètica va ser una de les derrotes territorials més sobtades i dramàtiques que hi hagut mai. Entre 1990 i 1992, el Kremlin va perdre el control directe sobre un terç del territori soviètic (la major part del qual havia estat adquirit entre 1547 i 1945) que albergava al voltant de la meitat de la població soviètica en el moment de la desintegració.
Vladímir Putin es va expressar sobre el desmantellament de l'URSS de la següent manera:
| «                 | La caiguda de la Unió Soviètica ha estat la més gran catàstrofe geopolítica del segle xx. L'epidèmia de destrucció es va expandir fins i tot a Rússia. L'estalvi dels ciutadans va ser aniquilat i els vells ideals destruïts. | » |
| — Vladímir Putin, | |   |

La dissolució de la Unió Soviètica i la conseqüent ruptura de llaços econòmics van tenir com a conseqüència una greu crisi econòmica i una caiguda catastròfica dels nivells de vida en els anys 1990, tant en els estats postsoviètics com en tot el Bloc de l'Est, encara pitjor que en la Gran Depressió. Fins i tot abans de la crisi financera russa de 1998, el producte interior brut de Rússia era la meitat del que havia estat a inicis dels anys 1990.

### Països membre de les Nacions Unides
En una carta del 13 de desembre de 1992, el president de la Federació Russa, Borís Ieltsin, va informar el Secretari General de les Nacions Unides, Javier Pérez de Cuéllar, que el membratge de l'URSS en el Consell de Seguretat de les Nacions Unides o de la resta d'organismes de l'ONU seria seguit pel de la Federació Russa, amb el suport dels 11 membre de la Comunitat d'Estats Independents.
Els altres catorze estats independents creats a partir dels estats postsoviètics van ser també admesos en les Nacions Unides:
- La República Socialista Soviètica de Belarús i la República Socialista Soviètica d'Ucraïna ja s'havien unit a l'ONU com a membre originals el 24 d'octubre de 1945, juntament amb l'URSS. Després de declara la seva independència, la República Socialista Soviètica d'Ucraïna va canviar al seu nom a Ucraïna el 24 d'agost de 1991, mentre que el 19 de setembre de 1991 la República Socialista Soviètica de Belarús va informar a l'ONU que havia canviat el seu nom a Belarús
- Estònia, Letònia i Lituània van ser admeses a l'ONU el 17 de setembre de 1991.
- Armènia, l'Azerbaidjan, el Kazakhstan, Kirguizstan, Moldàvia, Tadjikistan, Turkmenistan i l'Uzbekistan van ser admesos a l'ONU el 2 de març de 1992.
- Geòrgia va ser admesa el 31 de juliol de 1992.